# Spongina
Spongina – białko budujące szkielet niektórych gąbek. Szkielety tych organizmów po oczyszczeniu były stosowane jako gąbki do kąpieli.